# Eschen
Eschen – gmina (Politische Gemeinde) w Liechtensteinie, w regionie Unterland. Do gminy należy jedna eksklawa.

## Geografia
Eschen znajduje się w północnej części kraju i zamieszkiwany jest przez 4573 osoby co plasuje tą gminę na czwartej pozycji w kraju. 
Gmina graniczy od wschodu, południa i północy z gminą Gamprin, a także z jej eksklawą Nendler Berg. Na południu Eschen graniczy z gminą Schaan oraz z eksklawą gminy Vaduz - Vaduzer Riet. Na południowym wschodzie gmina graniczy z gminą Planken, a na wschodzie z Mauren, a także z Austrią. Północny skrawek Eschen posiada granicę z Schellenbergiem.
Gmina Eschen posiada również jedną eksklawę Rheinau-Tenscha, która znajduje się nad brzegiem Renu, a co za tym idzie posiada granicę ze Szwajcarią.
Poza Eschen, w gminie znajduje się również wieś Nendeln. W związku z czym gmina nazywana jest czasem gminą Eschen-Nendeln. W Nendeln znajduje się jedna z trzech stacji kolejowych linii ÖBB Feldkirch-Buchs na terenie Liechtensteinu, a co za tym idzie jedną z trzech stacji w całym państwie. W samej wsi według danych z 31 grudnia 2017 roku zamieszkiwało 1441 osób.
Większa część gminy znajduje się na płaskim obszarze w dolinie Renu na średniej wysokości około 453 m n.p.m. Obok Schaan i Ruggell stanowi ważny ośrodek rolnictwa. Tereny wykorzystywane rolniczo stanowią duży obszar gminy. Wschodni skrawek gminy zajmują tereny leśne na zboczu góry Saroja. 
Przez gminę przepływa skanalizowany strumyk Esche, uchodzący niegdyś do Renu, a obecnie do równoległego kanału.

## Historia
Pierwsza wzmianka o miejscowości Essane pochodzi z dokumentu Churrätisches Reichsgutsurbar, z roku 842/843. Nazwa ta prawdopodobnie pochodzi od celtyckiego esca, co oznacza „znajdować się na wodzie”.

## Herb i flaga
Herb Eschen stanowi tarcza i naniesiony na nią srebrny gołąb z czerwoną gałązką w dziobie u góry ze srebrny falistym pasem poniżej. Herb nawiązuje do historii parafii w Eschen, która ściśle związana była z klasztorem Pfäfers, którego symbolem był właśnie gołąb z czerwoną gałązką. Flaga Essen składa się z niebieskiego tła i białego falistego pasa pośrodku. Podobnie jak w pozostałych gminach, powszechnie używana jest forma pionowa flagi.

## Zabytki
- kościół św. Marcina (St. Martin) - najstarsza parafia w Liechtensteinie. Pierwszy kościół stał tutaj już na przełomie VIII i IX. Stary budynek kościoła, który przeszedł poważne renowacje w latach 1438/1439 i 1640, zniknął, kiedy został zburzony w 1893/1894. Architekci ze Stuttgartu Beytenmiller i Kleber zaprojektowali nowy kościół parafialny, który powstał w latach 1894/1895. Kościół był remontowany w latach 1977–1979.

## Osoby

### urodzone w Eschen
- Gerard Batliner – polityk, pełniący funkcję premiera Liechtensteinu w latach 1962-1970, przewodniczącego Landtagu w latach 1974-1978. Był również członkiem Europejskiej Komisji Praw Człowieka

### związane z gminą
- Marlies Amann-Marxer - urodzona w Vaduz polityczka, pełniąca w latach 2013-2017 funkcję ministra infrastruktury, środowiska i sportu w rządzie Adriana Haslera, mieszka tutaj
- Mauro Pedrazzini - polityk, od 2013 roku pełni funkcję ministra spraw społecznych w rządzie Adriana Haslera, doktorem fizyki, mieszka tutaj